# Saint-Chaptes
Saint-Chaptes är en kommun i departementet Gard i regionen Occitanien i södra Frankrike. Kommunen ligger i kantonen Saint-Chaptes som tillhör arrondissementet Nîmes. År 2022 hade Saint-Chaptes 2 030 invånare.

## Befolkningsutveckling
Antalet invånare i kommunen Saint-Chaptes
Referens:INSEE